# Raissac
Raissac  es una localidad y comuna francesa situada en la región de Mediodía-Pirineos, departamento de Ariège, en el distrito de Foix y cantón de Lavelanet.  
Se encuentra en el macizo de Plantaurel, en los Pirineos franceses.
A sus habitantes se le denomina por el gentilicio raissacois.

## Demografía
| 67 | 55 | 42 | 43 | 36 | 51 |
| Para los censos de 1962 a 1999 la población legal corresponde a la población sin duplicidades (Fuente: INSEE [Consultar]) |    |    |    |    |    |